# Colonia Caroya
Colonia Caroya é um município da província de Córdova, na Argentina.